# Ibasis France
 (avril 2020).
 (avril 2025).
Motif : Les sources présentées ne semblent pas centrées sur la société. L'article est orphelin et sans interwiki
- Archive Wikiwix
- Bing
- Cairn
- DuckDuckGo
- E. Universalis
- Gallica
- Google
- G. Books
- G. News
- G. Scholar
- Persée
- Qwant
- (zh) Baidu
- (ru) Yandex
- (wd) trouver des œuvres sur Wikidata

| 1. | Préciser le motif de la pose du bandeau. | Précisez le motif de la pose du bandeau en utilisant la syntaxe suivante : {{admissibilité à vérifier\|date=avril 2025\|motif=remplacez ce texte par le motif}}                    |
| 2. | Informer les utilisateurs concernés.     | Pensez à avertir le créateur de l'article, par exemple, en insérant le code ci-dessous sur sa page de discussion : {{subst:avertissement admissibilité à vérifier\|Ibasis France}} |

Ibasis France (anciennement SFR International Carrier Services) est un opérateur de télécommunications français.

## Histoire
Le groupe Tofane a été créé par Alexandre Pebereau ancien Directeur Général d'Orange International Carriers.
Il est le troisième mondial du secteur.
En 2018 Tofane rachéte à Altice trois entités : SFR International Carrier Services, MEO International Carrier Services et Altice Dominicana International Carrier Services, trois sociétés de  télécommunications de gros en France, au Portugal et en République Dominicaine
Le 5 avril 2020 la société SFR International Carrier Services est renommée Ibasis France,.